# 山本麻里安
山本麻里安（日语：／ Yamamoto Maria，1981年9月11日—），日本女性配音員、歌手、編劇。本名相同。已婚。出身於東京都目黑區。身高159cm。A型血。81 Produce所屬。目黑星美學園中學校、品川女子學院高等部（高2春天時轉入）、東京女子大學畢業。

## 經歷、人物
聲優培訓學校歷：日本播音演技研究所。所屬事務所歷：→I'm Enterprise→ 自由職業→81 Produce。
在自身的粉絲俱樂部的活動中，總是會抽出時間進行握手和對話，並重視與粉絲交流。
出演電視動畫版《桃華月憚》角色胡蝶雲雀的期間，曾與同行能登麻美子、清水愛3人一起挑戰撰寫劇本，在這之中，有3集的劇本是由山本編寫（第11話、第13話、第22話），還包含了廣播劇CD的版本。之後，她也以編劇的身分參加望月智充執導的電視動畫《波菲的漫長旅程》。
根據本人的部落格（網誌）表示，她從2010年開始作為編劇活動。除了使用本名的名義參加之外，還有參加女性向的廣播劇CD的劇本編寫，但是使用筆名尚未公開。
2008年8月31日，退出長年所屬的I'm Enterprise，然後經自由時期，同年10月1日起進入81 Produce。
是一名腐女子，家里的書架上堆滿了BL讀物。在廣播節目《溫子與麻里安的麻里昂學院 廣播社！》中作為企劃製作，進行錄製BL的廣播劇CD《給你元氣！ ～Be☆Yell～ （页面存档备份，存于）》，並擔任劇本編寫。
擁有專業調理師和普通汽車的專業證照。與榎本溫子、高橋美佳子3人有不錯的交情。
2012年12月17日，在粉絲俱樂部宣布婚訊，丈夫是上班族。
2016年9月10日，於Twitter宣布長女誕生。

## 逸事
成為配音員的契機是國中時期看到的動畫《美少女戰士》，當時的山本正在為學習和朋友之間的關係煩惱，看到動畫以後覺得「和自己年齡相同，有著同樣苦惱的少女，卻能變身勇敢的戰鬥……我也要努力」。因此高中時期開始她前往聲優培訓學校日本播音演技研究所，而美少女戰士動畫版的主演者三石琴乃也畢業於該學校。
曾和井上喜久子共同主持電台節目《喜久子Sonata》，兩人互稱姐妹。當時山本17歳，井上也稱自己是17歳，從此「井上喜久子17歳」成了井上本人的介紹詞，於是「17歲教」就此成立。2010年8月8日，山本在『Endless Summer, Endless Radio 真夏A&G同窗會』的活動中宣布加入17歲教，並得到井上的認可被任命為幹部。
山本本身很喜歡牛，因此牛肉和牛乳是她喜歡的食物，粉絲俱樂部命名叫做「麻里安大牧場」。
小時候學過花式滑冰，指導她的教練是山田滿知子。

## 演出
粗體字表示主要角色。

### 電視動畫
1998年
- 男女蹺蹺板（宮澤花野、女孩子A、侍應生、女學生A、女學生C）

1999年
- 六翼天使之聲（日语：セラフィムコール）（橘麗）

2000年
- 六門天外（巴芝芝、力寶娜加、玲）
- 袖珍女侍小梅（小梅）

2001年
- 魔法少女貓（日语：魔法少女猫たると）（千歳）
- 華麗的機會（日语：チャンス〜トライアングルセッション〜）（海原望美[7]）
- 破邪巨星G彈劾凰（月代香織）

2002年
- 超齡細公主（優希）

2003年
- 機甲露寶（早乙女亞季）
- 灰姑娘男孩（日语：シンデレラボーイ）（瑪雅、怡良）
- 真珠美人魚（少女）
- 闇與帽子與書的旅人（クィル）

2004年
- 妖精的旋律（香苗、如月、女高中生〈子〉、少女〈麻美子〉、齋藤、繪畫少女〈高田愛子〉）
- 流星戰隊Musumet（中川忍）
- 校園迷糊大王（喬魯諾、電視記者）
- 御行者 AMDRIVER（日语：Get Ride! アムドライバー）（西西·克洛夫特）
- 神奇寶貝超世代（美里）

2005年
- 絕對正義VS外道少女隊（日语：あかほり外道アワーらぶげ）（山本麻里喵）
- 我愛美樂蒂（駒鳥筑根）
- Keroro軍曹（女僕長）

2006年
- 校園迷糊大王 二學期（隣子〈礪波順子〉、冴子、喬魯諾）
- 聲優白皮書（大原天音）
- D.Gray-man（卡迪亞）
- Papillon Rose New Season（日语：パピヨンローゼ）（蕾〈玫瑰蝴蝶〉）

2007年
- 魔女獵人（莉塔）
- 桃華月憚（胡蝶雲雀）

2008年
- 骷髏13 (2008年版)（女性秘書）
- SCARECROWMAN THE ANIMATION（日语：スケアクロウマン）（街頭藝人的女兒）
- 波菲的漫長旅程（蘇菲亞）

2009年
- VIPER'S CREED（日语：VIPER'S CREED）（惠）
- 元素高手（娜塔夏）
- 戀愛班長（戶田菜花）
- 秀逗魔導士 EVOLUTION-R（塔佛拉西亞王國國民F）

2010年
- 戀愛班長 Second collection（戶田菜花）

2011年
- 戰國鬼才傳（千）

2012年
- 黑魔女學園（紫苑惠）
- 人類衰退之後（合歡派代表）

2013年
- 蠟筆小新（偶像）

2014年
- HAMATORA -超能偵探社-（美菜）

### OVA
1998年
- 胭脂公主

1999年
- 菜菜子解體診書（七千草菜菜子）

2001年
- Memories Off系列（檜月彩花[8]）
  - Memories Off 不停之雨 ～唯笑篇～
  - Memories Off 假面之心 ～詩音篇～
  - Memories Off 黃金之海 ～美奈裳篇～

2003年
- 銀河美少女 Hearts（紅葉綾）
- 魔法護士小麥（山本麻里安）

2004年
- （女高中生）

2005年
- 永遠的阿賽莉亞（日语：永遠のアセリア） 『求救』之聲（レスティーナ·ダイ·ラキオス）
- 銀河美少女 Hearts Power Up！（紅葉綾）

2006年
- 今天的五年二班（平川夏美）
- 鬼公子炎魔（サッちゃん）
- 潛龍諜影2 BANDE DESSINEE（日语：メタルギアソリッド バンドデシネ）（艾瑪·艾墨里希·丹齊格）

### 電影動畫
2002年
- 獸星記基爾斯汀（日语：ギルステイン）（依由[9]）

2004年
- 劇場版 神奇寶貝：裂空的訪問者 代歐奇希斯（凱薩琳）

### 網路動畫
2013年
- （小百合、子[10]）

### 遊戲
1998年
- 練習曲 序章 ～動搖的心情～（日语：etude prologue 〜揺れ動く心のかたち〜）（佐伯瞳）[注 1]

1999年
- L的季節 ～A piece of memories～（日语：Lの季節 〜A piece of memories〜）（莉·莎）
- 西遊記（朱涼鈴）
- （拉拉提納）
- Memories Off（檜月彩花）

2000年
- 特勤機甲隊4（卡露·麥奎爾）
- 六月守護神（日语：ヘキサムーン・ガーディアンズ）（賽蓮）

2001年
- 愛西亞之謎（日语：アイシア (ゲーム)）
- Candy Stripe ～見習天使～（日语：Candy Stripe 〜みならい天使〜）（大河原由紀）
- 美人魚的季節（武藏野彩）
- 真愛故事3（日语：トゥルー・ラブストーリー#トゥルーラブストーリー3）（本條笑）
- 心動美麗同盟 Lovely Star（日语：ドキドキプリティリーグ）（綾瀬琴美）
- KID美少女中心（日语：KID MIXセクション）（檜月彩花）
- 私立鳳凰學園 2年純情組（瑞間加奈子）
- 潛龍諜影2 自由之子（艾瑪·艾墨里希·丹齊格）

2002年
- CROSS HERMIT 最果守護者（賽希莉絲）
- （公主）
- （公主）

2003年
- 永遠的伊蘇 I·II（日语：イースI・II#イースI・IIエターナルストーリー）（莉莉亞）
- THE 美少女模擬RPG MoonLightTale（日语：THE 美少女シミュレーションRPG MoonLightTale）（劍士茉理）
- 少女義經傳（日语：少女義経伝）（源九羅香）
- Memories Off Duet（檜月彩花）
- Memories Off Mix（日语：メモオフみっくす）（檜月彩花）

2004年
- 新世紀福音戰士 碇真嗣育成計劃（日语：新世紀エヴァンゲリオン 碇シンジ育成計画）（大井五月）
- LoveSongs♪ADV 雙葉理保19歳 ～冬～（霧島蒼）

2005年
- 少女義經傳·貮 ～跨越時空的因緣～（日语：少女義経伝・弐 〜刻を超える契り〜）（源九羅香）
- 美少女夢工場4（日语：プリンセスメーカー4）（瑪莉·史托曼）
- Memories Off After Rain
  - Vol.1 折鶴（檜月彩花）
  - Vol.3 卒業（檜月彩花）

2006年
- 聖靈之心（菲歐娜·梅菲德（日语：フィオナ・メイフィールド）、春日鼓音（日语：春日舞織#鼓音））
- Crystal Boarder

2007年
- 魂之搖籃 侵蝕世界者（尤科莉亞、朝霧）
- 名偵探福音戰士（日语：名探偵エヴァンゲリオン）（大井五月）
- Wonder King（女弓使者）

2008年
- 聖靈之心2（菲歐娜·梅菲德）
- 超絕！聖靈之心2 ～轉學生 茜和薺～（菲歐娜·梅菲德）
- 時尚戀曲（綾）

2009年
- 聖靈之心3（菲歐娜·梅菲德）

2016年
- 戰國少女 ～LEGEND BATTLE～（日语：CR戦国乙女）（今川義元[11]）
- 戰國少女 ～天下無敵的少女之戰～（今川義元）

#### 同人作品
2009年
- 東方奇鬥劇3（雲居一輪）

### 柏青哥、角子機
2008年
- CR戰國少女（日语：CR戦国乙女）（今川義元）

2009年
- 超真實麻雀（日语：スーパーリアル麻雀 (パチスロ)）（麻比奈夏姬）

2011年
- CR戰國少女2（今川義元）

2013年
- CR戰國少女3 ～亂～（今川義元）
- 戰國少女 ～在劍戟中揮舞的白之劍聖～（今川義元）

2015年
- 熱響！少女節 粉絲大感謝祭LIVE（今川義元）

2016年
- 戰國少女2 ～在深淵裡閃耀的神聖將星～（今川義元）

2017年
- CR戰國少女 ～花～（今川義元）

2018年
- （今川義元）
- CR戰國少女5 10th Anniversary（今川義元）

### 外語配音

#### 電影
- 九朵雲（英语：Cloud 9 (2006)）（克莉絲朵〈瑪妮特·帕特森（英语：Marnette Patterson）〉）
- 獨臂拳王（黃小燕〈山本麻里安〉）※DVD版[注 2]。
- 我的第一次婚禮（英语：My First Wedding (2006 film)）（凡妮莎〈瑞秋·萊·寇克〉）※DVD版。

#### 動畫
- 大力士（英语：Hercules (1998 TV series)）（女學生）

### 數位漫畫
- 萌男友（若宮光）

### 廣播劇CD
年份不詳
- 萌男友（若宮光）

1999年
- 男女蹺蹺板 ACT.0（宮澤花野）

2001年
- 魔法少女貓（日语：魔法少女猫たると） 月光夜宴（千歳）

2002年
- 星之聲 RADIO EDITION（望美）

2003年
- 輝夜姬（岡田眉）
- 超齡細公主 Magic Square 1（優希）
- 美少女偵探Miracle☆Sweets「怪異大作戰」（主角、企劃原案&OP主題歌歌唱和作曲）
- 秋櫻之空（小泉鞠音）

2004年
- 嬉皮笑園 Vol.1－3（貝荷伊米）

2005年
- 男女蹺蹺板 紀念廣播劇CD FINAL ACT（宮澤花野）
- 奮戰吧！賽巴斯汀（日语：戦う!セバスチャン）
- 激☆店（日语：激☆店） THE廣播劇CD 松本家汁
- 真夜中的喜多郎和彌次郎 愛與幻覺的小夜曲（日语：真夜中の弥次さん喜多さん）（旅籠屋的女僕）
- 美少女夢工場4（日语：プリンセスメーカー4） 原聲廣播劇CD（瑪莉·史托曼）

2007年
- 桃華月憚 華劇草紙「鬥」、「戀」（日语：桃華月憚 華劇草紙）（胡蝶雲雀）
- （小笠原晶子）

2008年
- 學園創世 貓天！（桐姬）
- 電視動畫「破天荒遊戲」廣播劇CD 第1卷 罪緋花
- 我的801女友R（日语：となりの801ちゃん）（貴腐人學姊）
- 給你元氣！ ～Be☆Yell～（加賀美櫻）
- 陽光女孩（日语：陽だまりのピニュ）（長肋千夏）

2009年
- 巨乳戰隊X 廣播劇CD 01、02（七寶洞歌乃子）

2011年
- 萌布丁偶像計畫（日语：ミルキーゴールド）（布丁店長）
- KOV 原聲廣播劇CD 雙重套鎖（澤口繪梨奈、桃山櫻）

### 有聲書
- 魔法少女☆（2020年，遙奈[12]）

### 廣播節目
※記號表示網路廣播。
時期不明
- 山本麻里安的Shall we Lucky！（AMKOBE）
- 山本麻里安的WOMAN GO！（USEN）

1990年代
- VOICE CREW（日语：VOICE CREW）（1998年，FM NACK5）
- （1998年，文化放送《超機動放送A/G Master（日语：超機動放送アニゲマスター）》內）
- Sonata（日语：ソナタ (ゲーム)）（1998年—1999年，文化放送）
- ANIGAME PARADISE（日语：岩男潤子と荘口彰久のスーパーアニメガヒットTOP10#アニガメパラダイス）（1998年—擔任終了日期不詳，日本放送）
- 山本麻里安的埴輪我的房屋（日语：山本麻里安のはにわマイハウス）（1999年—2008年，BSQR489（日语：BSQR489）、BBQR（日语：BBQR））※
- Radio Dottoai 山本麻里安的見到了天使！（日语：ラジオどっとあい）（1999年，BBQR）※

2000年代
- 喜久子、麻里安的向月亮大人許願（日语：ヘキサムーン・ガーディアンズ#ラジオ）（1999年—2000年，文化放送）
- 山本麻里安的集合啦小仙子島（2000年—終了日期不詳，AMKOBE）
- a-FANFAN系列 山本麻里安的優，先，天，國（2001年—2006年，USEN）※
- 東京角色秀RADIO（日语：東京キャラクターショーRADIO）（2002年10月7日，日本放送）
- 超機動放送A/G Master（日语：超機動放送アニゲマスター）（2003年—2004年，文化放送）
- 清水香里、山本麻里安的「絕對無敵紫羅蘭」（2007年—終了日期不詳，音泉）
- 溫子與麻里安的麻里昂學院 廣播社！（日语：あつことまりあのマリオン学院 放送部!）（2008年—2012年，BBstation（日语：BBstation））※

廣播CD
- 喜久子、麻里安的向月亮大人許願（2000年3月30日）

### 電視節目
- Animage-TV（日语：アニメージュTV）（1999年）－主持人
- Anime-TV（日语：アニメTV）（2000年－2008年7月，神奈川電視台）－主持人
- 激☆店（日语：激☆店）（2003年7月17日－2005年3月31日，BS-i）

### 影像商品
- Memories Off首場演奏會（2002年3月20日）
- Memories Off第二場演奏會DVD（2003年3月28日）
- 久代、良子、麻里安的Welcome☆派對（2004年2月25日）

### 旁白
時期不明
- ～入門 （NHK教育）
- 得到神奇寶貝了☆TV（日语：ポケモンゲット☆TV）（2013年10月－擔任終了日期不詳，東京電視台）

### 其它
- 新交通百合海鷗號（芝浦埠頭站車站站內廣播）
- America Zarigani（日语：アメリカザリガニ (お笑いコンビ)）泥沼劇場（2002年，短篇故事CD客串）
- 月刊Comic TV-Drama劇場第8號 ComiDora 召喚帖（小櫻紗文）

## 音樂作品

### 單曲
| 枚數 | 發行日期       | 單曲名稱（日文名稱）         | 規格編號   | 規格編號   | Oricon 最高排名 |
| 枚數 | 發行日期       | 單曲名稱（日文名稱）         | 初回限定盤 | 通常盤     | Oricon 最高排名 |
| ---- | -------------- | ---------------------------- | ---------- | ---------- | --------------- |
| 1st  | 2000年3月23日  | 維納斯與渺小神明（ヴィーナスと小さな神様）         | －         | PICA-7     |                 |
| 2nd  | 2001年7月25日  | Objection                    | －         | AVCA-14164 |                 |
| 3rd  | 2001年8月22日  | 幸福倍增計畫～Kolla pa！（幸せ倍増計画～Kolla pa！） | PICA-15    | PICA-16    |                 |
| 4th  | 2001年10月24日 | Snow flower                  | －         | PICA-9     | 第100名         |
| 5th  | 2007年10月24日 | Happiness（ハピネス）                | －         | GNCA-7920  |                 |

### 專輯
| 枚數 | 發行日期      | 專輯名稱（日文名稱） | 規格編號   | Oricon 最高排名 |
| ---- | ------------- | -------------------- | ---------- | --------------- |
| 1st  | 2000年7月26日 | 散步屋子（）         | PICA-1216  |                 |
| 2nd  | 2002年3月22日 | Dreamin' you         | PICA-1248  |                 |
| 3rd  | 2005年8月24日 | First Kiss           | AKCJ-80049 |                 |
| 4th  | 2007年9月26日 |                      | AKCJ-81013 |                 |

| 枚數 | 發行日期       | 專輯名稱（日文名稱） | 規格編號  | Oricon 最高排名 |
| ---- | -------------- | -------------------- | --------- | --------------- |
| 1st  | 1998年5月25日  | 辮子（）             | WPCV-7426 |                 |
| 2nd  | 1998年11月15日 | 風的味道（）         | WPC7-8513 |                 |

| 枚數 | 發行日期       | 專輯名稱       | 規格編號   | 名義                 |
| ---- | -------------- | -------------- | ---------- | -------------------- |
| 1st  | 2004年12月15日 | HONEY          | AKCJ-80044 | 榎本溫子、山本麻里安 |
| 2nd  | 2007年12月26日 | CoCo☆HONEYMOON | AKCJ-81015 | 榎本溫子、山本麻里安 |

### 影像作品
| 枚數 | 發行日期       | 商品名稱                   | 規格編號   | Oricon 最高排名 |
| ---- | -------------- | -------------------------- | ---------- | --------------- |
| 1st  | 2005年11月16日 | 山本麻里安 Live First Kiss | AKBJ-82010 |                 |

### 商業搭配
| 樂曲             | 商業搭配                                   | 年份   |
| ---------------- | ------------------------------------------ | ------ |
| 維納斯與渺小神明 | 電視動畫《NieA_7》片尾主題曲               | 2000年 |
| Objection        | 電視動畫《華麗的機會》劇中插入歌           | 2001年 |
| Snow flower      | 電視動畫《小小雪精靈》片尾主題曲           | 2001年 |
| 勇氣的翅膀       | OVA《Memories Off》片頭主題曲              | 2001年 |
| 絕對無敵LOVE     | 電視節目《Anime-TV》（待查）月份片頭主題曲 | 2002年 |
| Happiness        | 電視節目《Anime-TV》主題歌曲               | 2007年 |

### 角色歌曲
| 發行日期                                     | 標題                                               | 名義 | 曲名                                      | 備註                                                              |
| 1998年                                       | 1998年                                             | 1998年 | 1998年                                    | 1998年                                                            |
| -------------------------------------------- | -------------------------------------------------- | --- | ----------------------------------------- | ----------------------------------------------------------------- |
| 7月25日                                      | 練習曲虹組                                         | 佐伯瞳（山本麻里安） | 「大丈夫。」                              | 遊戲《練習曲 序章 ～動搖的心情～》相關歌曲                        |
| 7月25日                                      | 練習曲虹組                                         | 虹組 | 「向」                                    | 遊戲《練習曲 序章 ～動搖的心情～》相關歌曲                        |
| 1999年                                       |                                                    | |                                           |                                                                   |
| 6月21日                                      | TRIANGLE SESSION'99                                | 日野本明（飯塚雅弓）、日野本優紀（榎本溫子）、日野本望美（山本麻里安） | 「」                                      | 廣播節目《雅弓、溫子、麻里安的TRIANGLE SESSION'99》前期片頭主題曲 |
| 6月21日                                      | TRIANGLE SESSION'99                                | 日野本明（飯塚雅弓）、日野本優紀（榎本溫子）、日野本望美（山本麻里安） | 「FLASH BACK」                            | 廣播節目《雅弓、溫子、麻里安的TRIANGLE SESSION'99》前期片尾主題曲 |
| 6月21日                                      | TRIANGLE SESSION'99                                | 日野本明（飯塚雅弓）、日野本優紀（榎本溫子）、日野本望美（山本麻里安） | 「夢見」                                  | 廣播節目《雅弓、溫子、麻里安的TRIANGLE SESSION'99》後期片頭主題曲 |
| 6月21日                                      | TRIANGLE SESSION'99                                | 日野本明（飯塚雅弓）、日野本優紀（榎本溫子）、日野本望美（山本麻里安） | 「3」                                     | 廣播節目《雅弓、溫子、麻里安的TRIANGLE SESSION'99》後期片尾主題曲 |
| 11月26日                                     | 歌看護婦♥                                          | | 「」                                      | OVA《菜菜子解體診書》                                             |
| 12月15日                                     | TRIANGLE SESSION'99 歌唱迷你專輯 Session1          | 明（飯塚雅弓） with 優紀（榎本溫子）&望美（山本麻里安） | 「信」 「」                               | 廣播節目《雅弓、溫子、麻里安的TRIANGLE SESSION'99》相關歌曲       |
| 12月18日                                     | Memories Off                                       | 檜月彩花（山本麻里安） | 「This may be the last time we can meet」 | 遊戲《Memories Off》形象歌曲                                      |
| 12月18日                                     | Memories Off                                       | [ 成員 2 ] | 「MEMORIE I·N·G」                         | 遊戲《Memories Off》形象歌曲                                      |
| 2000年                                       |                                                    | |                                           |                                                                   |
| 3月23日                                      | TRIANGLE SESSION'99 歌唱迷你專輯 Session2          | 明（飯塚雅弓） with 優紀（榎本溫子）&望美（山本麻里安） | 「mirage」 「true light」                 | 廣播節目《雅弓、溫子、麻里安的TRIANGLE SESSION'99》相關歌曲       |
| 12月6日                                      | Memories Off 加大單曲精選輯Vol.1 近遠              | 檜月彩花（山本麻里安） | 「近遠」                                  | 遊戲《Memories Off》形象歌曲                                      |
| 2001年                                       |                                                    | |                                           |                                                                   |
| 8月29日                                      | ！                                                 | [ 成員 3 ] | 「！」                                    | 電視動畫《魔法少女貓》片尾主題曲                                  |
| 8月29日                                      | ！                                                 | 千歲（山本麻里安） | 「」                                      |                                                                   |
| 6月20日                                      | Pure Blue/Love Forever                             | 飯塚雅弓、榎本溫子、山本麻里安 | 「Pure Blue」                             | 電視動畫《華麗的機會》片頭主題曲                                  |
| 6月20日                                      | Pure Blue/Love Forever                             | 飯塚雅弓、榎本溫子、山本麻里安 | 「Love Forever」                          | 電視動畫《華麗的機會》片尾主題曲                                  |
| 11月7日                                      | 真愛故事3 歌唱精選輯                               | 本條笑（山本麻里安） | 「」                                      | 遊戲《真愛故事3》相關歌曲                                         |
| 2002年                                       |                                                    | |                                           |                                                                   |
| 5月9日                                       | 大家作出來的Memories Off CD!!                      | 檜月彩花（山本麻里安） | 「遠空」                                  | 遊戲《Memories Off》相關歌曲                                      |
| 5月9日                                       | 大家作出來的Memories Off CD!!                      | 「澄空園校歌唱」 |                                           | 遊戲《Memories Off》相關歌曲                                      |
| 5月9日                                       | 大家作出來的Memories Off CD!!                      | 1st&2nd全15人 | 「雨想出」                                | 遊戲《Memories Off系列》相關歌曲                                  |
| 11月7日                                      | 微笑的天才/說不出來                                | [ 成員 4 ] | 「」                                      | 電視動畫《超齡細公主》片頭主題曲                                  |
| 2003年                                       |                                                    | |                                           |                                                                   |
| 2月21日                                      | 超齡細公主 Magic Square 1                          | 優希（山本麻里安） | 「Because… 君」                           | 電視動畫《超齡細公主》相關歌曲                                    |
| 2004年                                       |                                                    | |                                           |                                                                   |
| 9月23日                                      | 大家作出來的Memories Off CD!! Part2                | 水樹奈奈、山本麻里安、千葉紗子、南里侑香、高橋美佳子、池澤春菜、嘉數由美、村田步 | 「」                                      | 遊戲《Memories Off系列》相關歌曲                                  |
| 2006年                                       |                                                    | |                                           |                                                                   |
| 4月7日                                       | 大家作出來的Memories Off CD!! Season 3             | & | 「紙旅（Live）」                          | 遊戲《Memories Off系列》相關歌曲                                  |
| 4月7日                                       | 大家作出來的Memories Off CD!! Season 3             | 池澤春菜、山本麻里安、小林沙苗、白石涼子、村田步、井之上奈奈 | 「」                                      | 遊戲《Memories Off系列》相關歌曲                                  |
| 6月7日                                       |                                                    | Sister×sisterS | 「」                                      | 電視動畫《聲優白皮書》片頭主題曲                                  |
| 6月7日                                       | 「神=兄！」                                        | Sister×sisterS | 電視動畫《聲優白皮書》劇中插入歌          |                                                                   |
| 2008年                                       |                                                    | |                                           |                                                                   |
| 1月25日                                      | 桃華月憚 華奏樂集                                  | 胡蝶三姊妹 | 「胡蝶夢」                                | 電視動畫《桃華月憚》相關歌曲                                      |
| 2011年                                       |                                                    | |                                           |                                                                   |
| 6月                                          | CR戰國少女 Original Sound Track                    | 今川義元（山本麻里安） | 「一途 ～CHERRY MY LOVE」                 | 柏青哥《CR戰國少女》相關歌曲                                      |
| 2013年                                       |                                                    | |                                           |                                                                   |
| 5月21日                                      | CR戰國少女3 ～亂～ ORIGINAL SOUND TRACK            | 德川家康（千葉紗子）、今川義元（山本麻里安）、大友宗麟（加藤英美里）、毛利元就（能登麻美子）、長宗我部元親（井上麻里奈）                                                             | 「君風」                                  | 柏青哥《CR戰國少女3 ～亂～》相關歌曲                              |
| 2015年                                       |                                                    | |                                           |                                                                   |
| 12月29日                                     | 熱響！少女節 粉絲大感謝祭LIVE ORIGINAL SOUND TRACK | 天照 | 「戟舞」 「 ～Run～」 「月夜言葉紡」      | 柏青哥《熱響！少女節 粉絲大感謝祭LIVE》相關歌曲                   |
| 2016年                                       |                                                    | |                                           |                                                                   |
| 10月23日                                     | CR戰國少女 ～花～ ORIGINAL SOUND TRACK             | 今川義元（山本麻里安） | 「☆乙女心」                               | 柏青哥《CR戰國少女 ～花～》相關歌曲                               |
| 10月23日                                     | CR戰國少女 ～花～ ORIGINAL SOUND TRACK             | 德川家康（千葉紗子）、今川義元（山本麻里安）、千離宮（堀江由衣） | 「」                                      | 柏青哥《CR戰國少女 ～花～》相關歌曲                               |
| 2017年                                       |                                                    | |                                           |                                                                   |
|                                              | 戰國少女 MUSIC SELECTION                           | 德川家康（千葉紗子）、今川義元（山本麻里安）、大友宗麟（加藤英美里）、毛利元就（能登麻美子）、長宗我部元親（井上麻里奈）                                                             | 「TOUGH & CUTE!!」                        | 角子機《戰國少女》相關歌曲                                        |
| 德川家康（千葉紗子）、今川義元（山本麻里安） | 戰國少女 MUSIC SELECTION                           | 「色褪Starry Sky」 |                                           | 角子機《戰國少女》相關歌曲                                        |
| 2018年                                       |                                                    | |                                           |                                                                   |
| 8月                                          | 戰國少女5 10th Anniversary ORIGINAL SOUNDTRACK     | 豐臣秀吉（新名彩乃）、上杉謙信（植田佳奈）、德川家康（千葉紗子）、今川義元（山本麻里安）、武田信玄（高橋美佳子）、伊達政宗（中原麻衣）、織田信長（小松未可子）、明智光秀（釘宮理惠） | 「10回目」                                | 柏青哥《CR戰國少女5 10th Anniversary》相關歌曲                    |

### 其它參加樂曲
| 發行日期 | 商品名稱                                                | 主唱 | 樂曲 | 商業搭配                                             |
| 1998年   | 1998年                                                  | 1998年 | 1998年 | 1998年                                               |
| -------- | ------------------------------------------------------- | --- | --- | ---------------------------------------------------- |
| 11月27日 | 前往夢中                                                | 渡邊由紀、山本麻里安 | 「S·O·S」                                                                                                 | 電視動畫《男女蹺蹺板》劇中插入歌                     |
| 1999年   |                                                         | | |                                                      |
| 3月26日  | Setsu·Getsu·Ka                                          | 榎本溫子、渡邊由紀、山本麻里安 | 「Passion De Love」 「」 「Style」 「 Be My Love」 「Seek！」 「Setsu·Getsu·Ka」                          | 電視動畫《男女蹺蹺板》相關歌曲                       |
| 3月26日  | Setsu·Getsu·Ka                                          | 渡邊由紀、山本麻里安 | 「！」 「S·O·S（Acoustic Version）」 「風邪夜」                                                           | 電視動畫《男女蹺蹺板》相關歌曲                       |
| 6月17日  | Lu puty La puty                                         | [ 成員 9 ] | 「Lu puty La puty」                                                                                       | 廣播節目《喜久子、麻里安的向月亮大人許願》片頭主題曲 |
| 6月17日  | Lu puty La puty                                         | [ 成員 9 ] | 「夢見手紙」                                                                                              | 廣播節目《喜久子、麻里安的向月亮大人許願》片尾主題曲 |
| 9月1日   |                                                         | [ 成員 9 ] | 「」 「海香」 「Sha la la…（Ver.）」 「Lu puty La puty（Ver.）」 「…letters」 「君」 「cry for the moon」 |                                                      |
| 9月1日   | 「」                                                    | [ 成員 9 ] | 遊戲《HEXAMOON GUARDIANS》片尾主題曲                                                                      |                                                      |
| 2000年   |                                                         | | |                                                      |
| 2月10日  |                                                         | A·G·A·S | 「dream power -翼者-」                                                                                    | 文化放送A&G ZONE形象歌曲                             |
| 2002年   |                                                         | | |                                                      |
| 2月20日  | Memories Off首場演奏會 ALBUM ～外面裡面完全無剪接版！～ | 間島淳司、山本麻里安、那須惠、田村由香里、淺野琉璃、河合久美、利田優子、水樹奈奈、菊池志穗、池澤春菜、仲西環、千葉紗子、南里侑香、小尾元政、REMI、KAORI.        | 「MEMORIE I·N·G（Live）」                                                                                 | 遊戲《Memories Off系列》相關歌曲                     |
| 3月20日  | Memories Off OVA Sound Collection+α!!                   | 山本麻里安 | 「勇翼」                                                                                                  | OVA《Memories Off》片頭主題曲                        |
| 2003年   |                                                         | | |                                                      |
| 2月14日  | 美少女偵探Miracle☆Sweets                                | 山本麻里安 | 「大作」                                                                                                  | 廣播劇CD《美少女偵探Miracle☆Sweets》片頭主題曲       |
| 2008年   |                                                         | | |                                                      |
| 1月23日  | 百歌聲爛 女性聲優篇II                                   | 山本麻里安 | 「笑→Winter Bells→→Moon Revenge→2人→」                                                                    |                                                      |
| 2014年   |                                                         | | |                                                      |
| 8月27日  | 瞳Ele-phant！                                           | 愛河里花子、新居昭乃、飯塚雅弓、金月真美、小林由美子、小峰理紗、佐伯智、坂本真綾、新谷良子、千菅春香、千葉紗子、POARO、松本梨香、三重野瞳、水野愛日、山本麻里安 | 「瞳 Fall in Love ～20周年記念」                                                                          |                                                      |

### 形象錄影帶
| 發行日期      | 商品名稱 | 規格編號  | 出版廠商             |
| ------------- | -------- | --------- | -------------------- |
| 2004年8月18日 |          | SSBX-2111 | Sony Music Marketing |

## LIVE活動

### 個人LIVE
| 出演日期      | LIVE名稱                        | 會場      |
| ------------- | ------------------------------- | --------- |
| 2005年9月10日 | 山本麻里安1stLIVE「First Kiss」 | 初台DOORS |

## 劇本

### 電視動畫（劇本）
- 桃華月憚（2007年，第11、13、22話）
- 波菲的漫長旅程（2008，第34話）

### 廣播劇CD（劇本）
- 桃華月憚 華劇草紙「鬥」、「戀」（日语：桃華月憚 華劇草紙）（2007年）
- 給你元氣！ ～Be☆Yell～（2008年，「聖麻里昂學院文藝部」名義）
  - 從『溫子與麻里安的麻里昂學院 廣播社！（日语：あつことまりあのマリオン学院 放送部!）』衍生的BL廣播劇CD
- 萌布丁「歡迎光臨牛奶咖啡廳♪（日语：ミルキーゴールド）」（2011年）

## 其它

### 書籍
- （近代電影社（日语：近代映画社），2002年7月）ISBN 4-7648-1970-8

### 寫真集
- 山本麻里安真集（德間書店，2001年11月。谷尚樹攝影）ISBN 4-19-720182-6

### 數位寫真集
- CD-ROM：森谷修『～卒業～ 山本麻里安』（OPT Communication，2000年）

## 腳註

## 外部連結
- 81 Produce公式官網的聲優簡介 （页面存档备份，存于） （日語）
- 山本麻里安的X（前Twitter） （日語）
- （页面存档备份，存于） （日語）
- ☆山本麻里安專訪☆（來自接受The Interviews的專訪頁面），存于 （日語）